# Едуин Армстронг
Едуин Хауърд Армстронг (на английски: Edwin Howard Armstrong) (18 декември 1890 – 31 януари 1954) е изтъкнат американски електроинженер и изобретател, нареждан сред „най-плодовитите и влиятелни изобретатели в историята на радиото“.
Армстронг създава основополагащи за радиотехниката радиотехнически схеми. През 1913 г. независимо от Александер Майснер създава лампов генератор на незатихващи трептения. През 1914 г., докато е още студент, патентова регенеративна верига, последвана от суперхетеродинния приемник през 1918 г., едно изключително техническо решение, използвано и до днес. През 1922 г. създава суперрегенеративна схема. Армстронг е изобретателят на съвременната честотна модулация (FM), използвана при радиоразпръскването и телевизията.

## Биография
Едуин Хауърд Армстронг е роден в Челси, квартал на Ню Йорк Сити, на 18 декември 1890 г. в семейството на Джон и Емили Армстронг. Баща му, също родом от Ню Йорк, започва да работи в Oxford University Press в ранна възраст и достига до позицията на заместник-председател на американския клон. Това издателство публикува библии и стандартни класически произведения. Джон Армстронг и Емили Смит се запознават в Северна презвитерианска църква, в която семейството активно участва. След заболяване и получаване на тик при стрес, Едуин Армстронг е отстранен от училище за две години, време през което от най-ранна възраст проявява интерес към електрически и механически устройства и има възможност да се занимава и експериментира.
Следва в Колумбийския университет, където по-късно става професор.
В края на 1917 г. Армстронг е призован в американските въоръжени сили и като офицер е изпратен в Париж, за да подпомогне установяването на безжична комуникационна система за армията. Връща се в САЩ през есента на 1919 г.
По време на службата си в световните войни Армстронг дава на американските военни за безплатно ползване своите патенти. Използването и прилагането им в радиотехнически средства е от решаващо значение за съюзническите победи.

## Научна дейност
Като студент и по-късно като професор в Колумбийския университет Армстронг работи на тавана на родителите си в Йонкърс, Ню Йорк. Още като студент през 1913 г. Армстронг открива, независимо от Александер Майснер, принципа на действие на т. нар. обратна връзка в радиотехническата верига и нейната роля за създаване на незатихващи хармонични трептения в нея. Така успоредно с осцилатора на германския учен започва използването и на този създаден от Армстронг.
Като използва създаването на решетъчен детектор с триодна радиолампа, разработва и предлага нов метод на радиоприемане – регенеративния. Създадения от него регенеративен радиоприемник се отличава по това от съществуващите дотогава схеми, че между анодната и решетъчната верига на решетъчния детектор е приложена регулируема индуктивна положителна обратна връзка. Благодарение на нея решетъчния детектор, наречен регенератор, изпълнява и функцията на високочестотен усилвател, с което се увеличава чувствителността и избирателността на т. нар. регенеративен радиоприемник.
През 1922 г. Армстронг усъвършенства регенеративния приемник. В решетъчната верига на регенераторната лампа прилага спомагателно високочестотно напрежение от допълнителен генератор и прилага положителна обратна връзка по-силна от критичната. С новото схемно решение, наречено суперрегенеративен радиоприемник, работната точка периодично се премествала върху ламповата характеристика, с което работата на суперрегенеративния приемник е по-стабилна от предишната схема, а чувствителността е значително по-голяма поради усилването, което достига до 106 пъти. Независимо от съвременните постиженията на радиоелектрониката, регенерация или усилване чрез положителни обратна връзка все още е в употреба и до днес.
Революция в радиосъобщенията е откритието и внедряването в производство на принципите и техническото решение като електрическа схема на суперхетеродинното приемане на радиосигнали. През 1918 година създава и патентова този принцип, който все още се използва като най-добрия, създаден оттогава. Това е развитието на технологията за обработка на приетия радиосигнал в радиоприемници с висока чувствителност и селективност, надминаваща съществуващите по това време конструкции. Върху този въпрос са работили още френският учен Леви и английският учен Шотки, което по-късно създава много спорове относно първенството в откритието. Работата на Армстронг е съпроводена с много спорове, в т.ч. и съдебни, поради интереса към тази област и понеже в тази теория и практика работят най-добрите физици и инженери на планетата.
За разлика от много инженери Армстронг никога не е бил корпоративен служител. Той извършва научноизследователска и развойна дейност сам, предлага и притежава патенти еднолично.
31 години след дипломирането си в Колумбийския университет той става професор по електротехника на мястото на починалия проф. JH Morecroft и заема този пост до смъртта си.
В оборудвана лаборатория в мазето на факултета по философия на Колумбийския университет Армстронг създава и патентова честотната модулация (FM) и нейното използване за пренос на информация. Понастоящем това е модулацията, използвана в ултракъсовълновия обхват. Високото качество на възпроизвеждане и шумоустойчивост при приема на радиосигнала се дължи на това откритие.
Армстронг успява да докаже предимствата на честотната модулация за FM радиокомуникация въпреки скептицизма на Джон Реншоу Карсън, изразен по-рано във вече известната си книга по въпросите на модулацията. За FM в публикацията на IRE през 1936 г., която е преиздадена през август 1984 г. в Proceedings of the IEEE („Бюлетини на IEEE“) – научни сборници, фокусирани върху електроинженерство и компютърни науки, издавани от IEEE (Institute of Electrical and Electronics Engineers – Институт за електрически и електронни инженери).

## Съдебни дела
Икономическите интереси на монополиста RCA (Radio Corporation of America) предопределят воденето на патентни съдебни битки и създават сериозни препятствия към внедряването на откритието за честотна модулация. Монополното радиоразпръскване на АМ в САЩ са сериозна пречка за неуспеха на предавателя на Армстронг, построен през 1937 г. и работещ на FM, и съдебните битки за подходящ честотен диапазон за излъчване и разпространение чрез FM. Освен това в съда RCA печели заявения патент за изобретението честотна модулация и Армстронг не може да претендира за парична компенсация при внедряване на изобретението му в радиоприемната техника и телевизията. Скъпите съдебни битки довеждат Армстронг до разруха, оставят го почти без никакви парични средства, емоционално много объркан и депресиран.
На 31 януари 1954 г. Армстронг премахва климатика от прозореца и скача от тринадесетия етаж на апартамента си в Ню Йорк Сити. Приятел на Армстронг след смъртта му съобщава, че 90% от времето си Армстронг е изразходвал за съдебни дела срещу RCA. В крайна сметка след смъртта на Армстронг много от делата са решени или уредени в негова полза, с което значително са обогатени наследниците му. Законната реабилитация за този изключителен откривател и експериментатор пристига твърде късно.
Едуин Армстронг е погребан в гробището Locust Grove, Merrimac, Масачузетс.